# Sungha Jung
Sungha Jung é um guitarrista fingerstyle nascido em Cheongju, Coreia do Sul.

## Sungha Jung
Sungha Jung nasceu em 2 de setembro de 1996 na Coreia do Sul. Observando seu pai, começou a tocar aos 9 anos de idade. Costumava não ter tablaturas para tocar, ouvia as músicas e tirava de ouvido, atualmente toca com tablaturas que alguns são enviados pelos próprios autores. É conhecido pelo seu jeito diferente de tocar, que mesmo tendo tablaturas originais da música, ele faz modificações. Já fez arranjos de músicas como "Missing You", "Starseeker", "Voyages with Ulli", etc... Sungha treina aproximadamente 2 horas por dia, e demora 2 ou 3 para aprender uma nova música às vezes até uma semana para as mais difíceis no violão. Seu antigo violão foi feito sob medida para ajustar ao tamanho de seu corpo, e foi autografado por Thomas Leeb que escreveu "Keep on grooving to my friend". O atual, atua como patrocinadora a Lakewood.

## Biografia
Jung desenvolveu um interesse na guitarra depois de assistir seu pai tocar. Ele achou a guitarra de seu pai tocando mais interessante do que piano, que ele já estava aprendendo. O pai de Jung ensinou-lhe o básico, e depois de aprender o básico, ele desenvolveu sua habilidade muito apenas tentando tocar o que ouviu.  Quando ele lutou ele estudaria vídeos on-line. Jung veio para tocar fingerstyle quando seu pai descobriu a técnica fingerstyle na internet. Seu primeiro "ídolo" foi o guitarrista Kotaro Oshio , de quem desenvolveu o interesse em fingerstyle. A princípio, a mãe e a avó de Jung reprovaram o "ruído" que Jung e seu pai criaram continuamente, mas eles chegaram a entendê-lo como seus dons.
Logo após seu primeiro vídeo de estréia na internet, ele reuniu muitos adeptos, dos quais pediu conselhos sobre o seu jeito de tocar. Sua capa de "The Pirates of the Caribbean " tema canção, que atualmente tem mais de 50 milhões de visualizações no YouTube, fez Jung uma sensação de internet, e sua performance chamou a atenção de renomados guitarristas, que acharam suas capas de suas Canções impressionantes. Jung desde então tocou no palco com eles várias vezes.  Jung recebeu lições de guitarra de Hata Shuji, um guitarrista de jazz japonês bem conhecido. Ele também foi orientado pelo guitarrista alemão Ulli Bögershausen , que Jung se refere como sua inspiração musical,  e de quem ele aprendeu muito sobre a composição e arranjo.
Em um vídeo ele recomendou o método AllEars, para aqueles que gostam de seu estilo de tocar guitarra e querem aprender.  Além da corda de aço e da guitarra clássica, ele foi gravado tocando guitarra de doze cordas, guitarra elétrica, ukulele, guitarlele, ukulele de harpa e piano. Ele também cantou ao vivo, cantando Glen Hansard e Markéta Irglová " Falling Slowly " em um concerto em Bangkok .  Além do coreano, Jung fala inglês, que estuda para poder se comunicar durante concertos no exterior. 

## Sucesso
Sungha Jung, o virtuoso violonista fingerstyle de 20 anos de idade, da Coreia do Sul tem sido aclamado por muitos amantes do violão e músicos de todo o mundo como um dos melhores jovens violonistas fingerstyle, que não se limita a mostrar alto nível de habilidade técnica, mas trazem aperfeiçoamento artístico da interpretação das canções que toca. Ele é agora um dos mais procurados violonistas na página do Youtube. Desde 2006, seus vídeos receberam mais de 650 milhões de visualizações com mais de 2.5 milhão de assinantes em todo o mundo, que lhe deu o título de ser o primeiro coreano a conseguir tal distinção. Desde que ele começou a postar vídeos com dez anos, teve numerosas apresentações e aparições na TV e também foi convidado para tocar com muitos músicos de destaque em todo o mundo, entre os quais os violonistas de renome, incluindo Jason Mraz, Ulli Boegershausen, Kotaro Oshio, Tomi Paldanius e Tommy Emmanuel. Ele tem sido um convidado especial para vários eventos e festivais, incluindo Seoul International Youth Film Festival e Acoustic Guitar Bangkok Celebration 2009 e escolhido para ser ato de apoio para as bandas de classe mundial como Swell Season e Mr. Big. Em janeiro de 2010, ele fez sua primeira viagem para os EUA e também teve uma turnê muito bem sucedida no mês seguinte em cinco cidades da Finlândia, onde ganhou atenção considerável de mídia em todo o país.

### Guitarras
Jung comprou sua primeira guitarra com seu próprio dinheiro aos nove anos, uma guitarra de contraplacado muito grosseira que custava menos de US $ 60.  Ao descobrir a habilidade de Jung com o brinquedo-como guitarra, seu pai decidiu comprá-lo um melhor - um Cort Earth900. Jung começou a tocar seriamente com essa guitarra. Sua terceira guitarra era um modelo pequeno feito sob medida, "All Spruce", de Selma, sobre o qual Thomas Leeb escreveu "MANTENHA-SE EM RANHURAS! A MEU AMIGO, THOMAS LEEB"  Em 2009, com a ajuda de Ulli Bögershausen, Patrocinado estabelecido de guitarras de Lakewood e atualmente joga ainda uma guitarra de Lakewood, que tenha sua assinatura embutida no fretboard.

### Prática e gravação
O tempo de prática diária de Jung é de uma a duas horas quando há escola e até três horas durante as férias escolares. Jung geralmente leva uma hora para descobrir as notas e digitar uma peça, e normalmente leva mais cinco horas para treinar antes de gravar. No entanto, para fazer suas músicas melhor e mais preciso, ele ocasionalmente gasta de um par de dias até um mês praticando. 

### Performances
Em 2010, Jung foi destaque na Narsha álbum solo 's Narsha , para a canção 'Eu estou no amor'. Em 2011 ele se apresentou nos EUA com Trace Bundy , e também percorreu a Escandinávia eo Japão. Em 2012, ele colaborou com 2NE1 , criando versões acústicas das batidas do grupo "Lonely" e "I Love You". Mais tarde em 2012, ele participou de um palco ao vivo com o G-Dragon de BIGBANG , onde tocaram "That XX".  Ele executou "I'm Yours" com Jason Mraz , que descreveu Jung como "incrível" e seu "herói", em 2013.  Jung jogou Ahn Hyeok no filme coreano de 2011, The Suicide Forecast . 

## Álbuns
Jung lançou seu primeiro álbum, Perfect Blue , em 17 de Junho de 2010, o seu segundo álbum, ironia, em 21 de Setembro de 2011, e seu terceiro álbum Paint It acústico em 15 de abril de 2013.  Estes três foram registrados No estúdio de Ulli Bögershausen na Alemanha, cada qual com cada vez mais originais. O 4º álbum solo de Jung, Monologue , é quase exclusivamente composto por suas próprias composições e foi lançado em 28 de abril de 2014. Este álbum foi gravado no Brickwall Sound em Seul e produzido pelo próprio Jung. O quinto álbum solo de Jung, Dois de Mim, foi lançado em 1 de maio de 2015, inteiramente composto de composições originais. Seu mais recente álbum, L'Atelier, que foi lançado em 13 de maio de 2016, tem 9 composições originais, bem como um arranjo original. Ele também gravou um álbum composto de duetos de guitarra chamado The Duets, lançado em 17 de dezembro de 2012. 

## Discografia
- Perfect Blue (Junho, 17, 2010)
- Irony (Setembro 21, 2011)
- The Duets (Dezembro 17, 2012)
- Paint in Acoustic (Abril 15, 2013)
- Monologue (Abril 28, 2014)
- Two. of Me (Maio 1, 2015)
- L'Atelier (Maio 1, 2016)